# Ein Kuckuckskind der Liebe
Ein Kuckuckskind der Liebe ist eine Tragikomödie von Martin Enlen aus dem Jahr 2005. In der Hauptrolle verkörpert Lisa Martinek die Ehefrau von Dirk (Tim Bergmann), der, wie sich herausstellt, zeugungsunfähig ist. Sie wird von einer Freundin auf die Idee gebracht, ihm ein Kuckuckskind unterzuschieben.

## Handlung
Anabel, Inhaberin eines Antiquitätenladens, führt mit Dirk, der finanziell unabhängig ist, in einer wundervollen Altbauwohnung eigentlich eine zufriedenstellende Ehe, einzig, es fehlt ein Kind. 
Trotz vieler Bemühungen will sich einfach kein Nachwuchs einstellen. Es stellt sich heraus, dass Dirk biologisch nicht dazu in der Lage ist, Kinder zu zeugen.
Doch statt ihren Mann über diesen Umstand aufzuklären, lässt sie ihn lieber weiter im Glauben, dass es an ihr liegt, dass die beiden keine Kinder bekommen können. Von einer Freundin bekommt Anabel den Rat, Dirk doch einfach ein Kuckuckskind unterzuschieben, da dieser das bestimmt nicht merken würde. Zunächst von dieser Idee nicht sonderlich überzeugt, beschließt Anabel dann doch, gemeinsam mit ihrer Freundin, eine Reise nach Mallorca zu unternehmen, um sich dort von einem der vielen schönen Männer schwängern zu lassen. Dort angekommen  erfährt Anabel jedoch, dass sie lediglich mit niveaulosen Sprüchen angemacht wird. Sie entscheidet, dass das so nicht funktionieren wird. Sie will zwar unbedingt ein Kind haben, aber die Zeugung soll wenigstens von etwas Niveau geprägt sein. Dieser Plan wird später komplett verworfen und Anabel reist mit ihrer Freundin zurück nach Berlin.
Der Zufall will es, dass sie, zurück in Berlin, in einer Bar aufdringlich umflirtet wird. Als ihr Bekannter Clemens mitbekommt, dass ihr diese Annäherungsversuche unangenehm sind, stellt er sich zwischen Anabel und den aufdringlichen Barbesucher. Dabei wird Clemens in eine Schlägerei verwickelt, in der er sich eine blutende Wunde zuzieht. Als sie ihn anschließend notdürftig verarztet, gerät sie mit ihm in eine Liebesaffäre und hat auch Sex mit ihm. Als Anabel Tage später ihren Frauenarzt konsultiert, erfährt sie, dass sie schwanger ist. 
Erst jetzt wird ihr klar, was in ihrer Ehe mit Dirk eigentlich noch alles gefehlt hat. Zu diesem Zeitpunkt stellt sich für sie die Frage, ob sie den Rat ihrer Freundin befolgen soll.

## Produktionsnotizen
NFP Teleart GmbH & Co. KG (Berlin) produzierte im Auftrag des ZDF. Gedreht wurde in Berlin.

## Erscheinungstermine
Ein Kuckuckskind der Liebe wurde erstmals am 2. Mai 2005 im ZDF ausgestrahlt. Der Arbeitstitel lautete Kuckuckskind. In Frankreich erfolgte die Erstsendung am 8. Juni 2006 (dort unter dem Titel Un bébé, deux papas!).

## Kritiken
Die Filmkritiken halten sich überwiegend in Maßen: Rainer Tittelbach etwa resümiert, dass „[...] der [Film] mitunter ebenso unharmonisch wirkt wie das Leben seiner Helden.“. Des Weiteren merkt er an, dass die Darstellerin Lisa Martinek diese „[...] emotionale Berg-&-Talfahrt [rettet].“
TV Spielfilm ist der Ansicht, dass „[s]teril … nicht nur der arme Dirk [ist], sondern auch der Humor. Immerhin ist's nett fotografiert.“ Das Fazit dort lautet: „Zum Kuckuck: hübsche Bilder, lahme Späße“.